# Dinastia Arsacidă a Armeniei
Dinastia Arsacidă, cunoscută în Armenia ca dinastia Arshakuni (armeană Արշակունի Aršakuni),  a condus Regatul Armeniei din 54 până în 428. Dinastia a fost o ramură a dinastiei Arsacide a imperiului part. Regii Arsacizi au domnit cu întreruperi de-a lungul anilor haotici ce au urmat căderii dinastiei Ataxiade⁠(d) până în 62 când Tiridate I⁠(d) a consolidat conducerea dinastiei Arsacide din imperiul part în Armenia. O linie independentă de regi a fost stabilită de Vologases II (Vagharsh II)⁠(d) în 180. Două dintre cele mai importante evenimente din timpul dinastiei Arsacide a fost convertirea Armeniei la creștinism de către Grigore Luminătorul în 301 și crearea alfabetului armenesc de către Sfântul Meșrob în jurul anului 406.